# Abraham Mateo

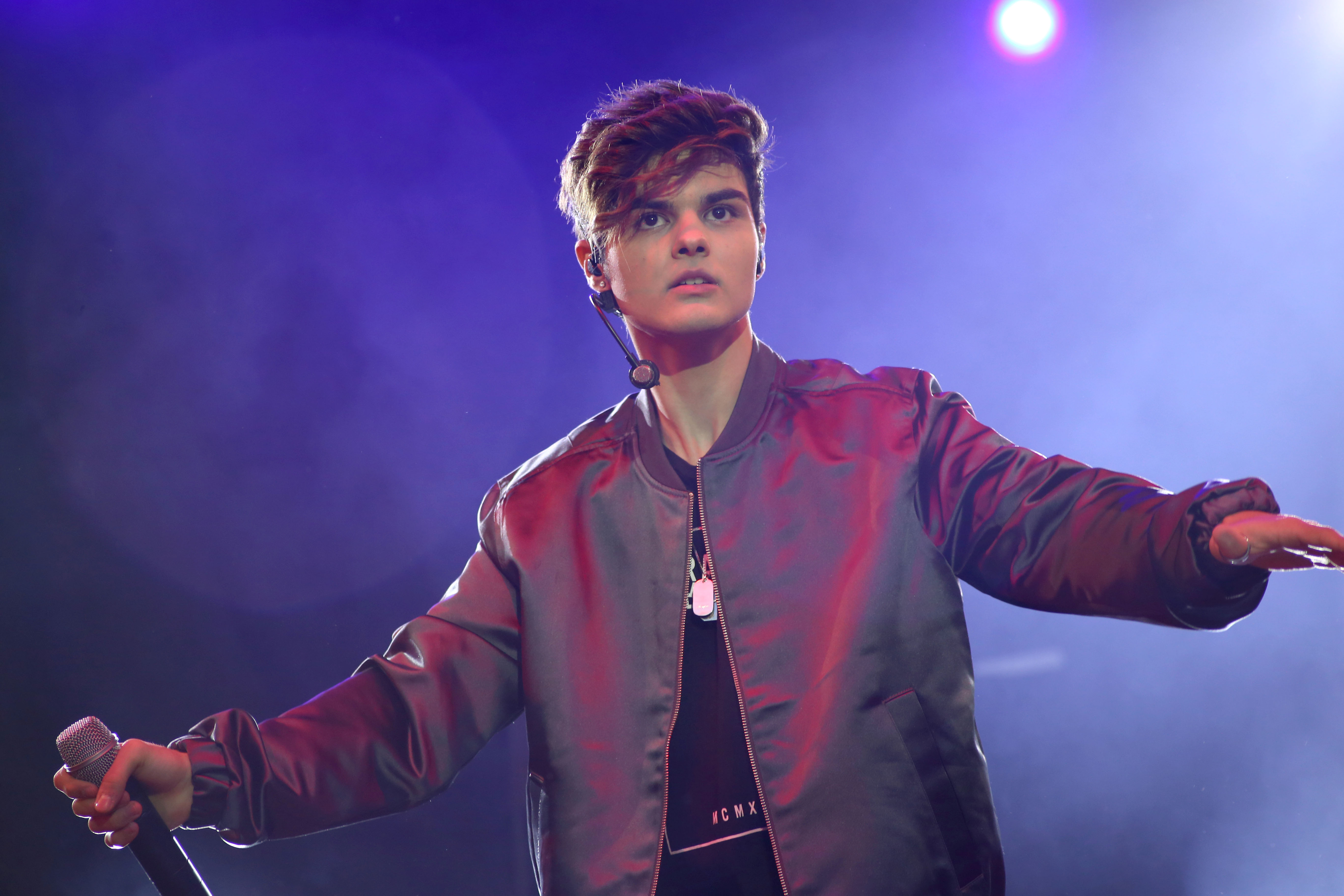
Abraham Mateo (2016)

Abraham Mateo (* 25. August 1998 in San Fernando, Cadiz) ist ein spanischer Sänger, Songwriter, Musikproduzent und Schauspieler. Bekannt wurde er zunächst als Kinderstar und erlangte ab 2013 internationale Aufmerksamkeit im Bereich Latin Pop. Er ist der jüngere Bruder von Tony Mateo, einem Mitglied der spanischen Band Lérica.

## Karriere
Mateo wuchs in einer musikalischen Familie auf und begann bereits im Kindesalter mit dem Gesang und der musikalischen Ausbildung. Schon mit sieben Jahren nahm er an Musikwettbewerben in Andalusien teil. Ab 2008 trat er regelmäßig in der Fernsehsendung Menuda Noche des Senders Canal Sur auf, unter anderem vor Künstlern wie Raphael, David Bisbal und Juan Luis Guerra. 2009 unterschrieb er bei EMI Music Spain und veröffentlichte sein Debütalbum Abraham Mateo, das Balladen, Coverversionen und ein Duett mit der französischen Sängerin Caroline Costa enthält. Im selben Jahr spielte er im Fernsehfilm Días sin luz und verkörperte 2010 den jungen Raphael in der Biografie Raphael: una historia de superación personal.
Als interessante Randnotiz: Mateo und die US-amerikanische Sängerin Sabrina Carpenter lernten sich als Jugendliche über YouTube kennen und veröffentlichten gemeinsam eine Coverversion, bevor sie jeweils ihre Musikkarrieren begannen.
2013 gelang Mateo mit der Single Señorita der kommerzielle Durchbruch im spanischsprachigen Raum. Das dazugehörige zweite Album AM wurde in Spanien mit Gold ausgezeichnet. Señorita wurde das meistgesehene YouTube-Video Spaniens im Jahr 2013 und festigte seine wachsenden Fangemeinde in Lateinamerika. Es folgten die Alben Who I Am (2014), das Platz 1 in Mexiko erreichte, und Are You Ready? (2015), mit denen er unter anderem in Konzerthallen wie dem Luna Park in Buenos Aires und der Arena Ciudad de México auftrat. Zudem tourte er als Vorband von One Direction in Spanien und Lateinamerika.
Ab 2017 orientierte sich Mateo musikalisch stärker in Richtung Latin-Urban, R&B und Reggaetón. Mit Songs wie Loco Enamorado (mit Farruko) und Háblame Bajito (mit 50 Cent und Austin Mahone) erzielte er große Erfolge auf dem US-Latin-Markt. Die 2018 veröffentlichte Kollaboration Se Acabó el Amor mit Jennifer Lopez und Yandel erreichte Platz 1 der Billboard Latin Airplay Charts, womit Mateo der jüngste männliche Solokünstler war, dem dies gelang. Weitere Kooperationen folgten mit Künstlern wie Pitbull, Ha*Ash, Becky G und Manuel Turizo.
2020 veröffentlichte er das Album Sigo a lo Mío, auf dem er persönliche Themen wie Mobbing in seiner Jugend verarbeitete. Im selben Jahr wirkte er an der Benefizsingle Pa’ La Cultura von David Guetta mit und veröffentlichte weitere Songs mit CNCO, Sofía Reyes, Leslie Grace und Lérica. Während der Pandemie schrieb er unter anderem den Titel Esta Cuarentena.
Seit 2022 ist Mateo wieder verstärkt auf dem spanischen Markt aktiv. Die Popballade Quiero Decirte mit Ana Mena wurde vierfach mit Platin ausgezeichnet, die Bachata-Kollaboration Clavaíto mit Chanel sogar sechsmal. Beide Songs gewannen Preise bei den LOS40 Music Awards. Im April 2024 erschien das Album Insomnio, das Einflüsse aus Pop, Urban und 1980er-Sounds vereint. Zu den erfolgreichsten Singles zählen Maníaca (eine Adaption des Songs Maniac), XQ Sigues Pensando :( (mit Sebastián Yatra) und Bora Bora (mit Luis Fonsi). Das Album wurde als Bestes Album bei den LOS40 Music Awards ausgezeichnet und für den spanischen Musikpreis Premios de la Música nominiert. 
2022 arbeitete Mateo mit der deutsch-spanischen Sängerin Sofía Martín und dem deutschen DJ-Duo VIZE an dem Song Yo por ti, einer Fusion aus Latin-Pop und elektronischer Tanzmusik, die erfolgreich im deutschen Radio gespielt wurde.
Zur Promotion trat Mateo bei Festivals wie Starlite auf, absolvierte ausverkaufte Konzerte in Mexiko-Stadt und Buenos Aires, und performte beim Finale des Benidorm Fest 2024 sowie beim Junior Eurovision Song Contest 2024 in Madrid. Neben seiner Musik veröffentlichte er mehrere Neuinterpretationen klassischer spanischer Hits, darunter Ahora te puedes marchar (Luis Miguel) und Hoy tengo ganas de ti.
Mateo ist heute auch als Produzent tätig. Er war 2023 Coach bei La Voz España, 2024 Juror bei Factor X España (sein Kandidat Aye Alfonso gewann den Wettbewerb), Moderator bei Cover Night und Gewinner der Show Mask Singer España.

## Diskografie

### Alben
| Jahr | Titel Musiklabel                 | Höchstplatzierung, Gesamtwochen, AuszeichnungChartsChartplatzierungen (Jahr, Titel, Musiklabel, Platzierungen, Wochen, Auszeichnungen, Anmerkungen) | Anmerkungen                             |
| Jahr | Titel Musiklabel                 | ES | Anmerkungen                             |
| ---- | -------------------------------- | --- | --------------------------------------- |
| 2013 | AM Sony Music España             | ES6 Gold · (57 Wo.)ES | Erstveröffentlichung: 11. November 2013 |
| 2014 | Who I Am Sony Music España       | ES1 Platin · (61 Wo.)ES | Erstveröffentlichung: 3. November 2014  |
| 2015 | Are You Ready? Sony Music España | ES3 Gold · (44 Wo.)ES | Erstveröffentlichung: 13. November 2015 |
| 2018 | A Cámara Lenta Sony Music España | ES7 (5 Wo.)ES | Erstveröffentlichung: 30. November 2018 |
| 2024 | Insomnio Sony Music España       | ES13 (32 Wo.)ES | Erstveröffentlichung: 4. April 2024     |

Weitere Alben
- 2009: Abraham Mateo
- 2020: Sigo a lo mío

### Singles
| Jahr | Titel Album                       | Höchstplatzierung, Gesamtwochen, AuszeichnungChartplatzierungen (Jahr, Titel, Album, Platzierungen, Wochen, Auszeichnungen, Anmerkungen) | Höchstplatzierung, Gesamtwochen, AuszeichnungChartplatzierungen (Jahr, Titel, Album, Platzierungen, Wochen, Auszeichnungen, Anmerkungen) | Höchstplatzierung, Gesamtwochen, AuszeichnungChartplatzierungen (Jahr, Titel, Album, Platzierungen, Wochen, Auszeichnungen, Anmerkungen) | Anmerkungen                                                          |
| Jahr | Titel Album                       | ES | CH | Latin | Anmerkungen                                                          |
| --- | --------------------------------- | --- | --- | --- | -------------------------------------------------------------------- |
| 2013 | Señorita AM                       | ES3 Gold · (40 Wo.)ES | — | — | Erstveröffentlichung: 14. Mai 2013                                   |
| 2013 | Girlfriend AM                     | ES15 (10 Wo.)ES | — | — | Erstveröffentlichung: 14. Oktober 2013                               |
| 2014 | Lánzalo AM                        | ES2 (2 Wo.)ES | — | — | Erstveröffentlichung: 17. März 2014                                  |
| 2014 | All the Girls (La La La) Who I Am | ES9 (6 Wo.)ES | — | — | Erstveröffentlichung: 6. Oktober 2014                                |
| 2017 | Loco enamorado A Cámara Lenta     | ES13 ×2Doppelplatin · (36 Wo.)ES | — | Latin22 ×4Vierfachplatin · (20 Wo.)Latin                                                                                                 | Erstveröffentlichung: 23. Juni 2017 feat. Farruko & Christian Daniel |
| 2017 | Háblame bajito A Cámara Lenta     | ES57 Gold · (13 Wo.)ES | — | Latin— PlatinLatin | Erstveröffentlichung: 7. Dezember 2017 feat. Austin Mahone & 50 Cent |
| 2018 | Se acabó el amor A Cámara Lenta   | ES64 (4 Wo.)ES | CH83 (1 Wo.)CH | Latin19 Platin · (9 Wo.)Latin | Erstveröffentlichung: 9. März 2018 feat. Jennifer Lopez & Yandel     |
| 2022 | Quiero Decirte Insomnio           | ES30 ×4Vierfachplatin · (67 Wo.)ES | — | — | Erstveröffentlichung: 12. Mai 2022 feat. Ana Mena                    |
| 2023 | Te miro a la cara –               | ES27 ×2Doppelplatin · (14 Wo.)ES | — | — | Erstveröffentlichung: 27. Januar 2023 mit Daviles De Novelda         |
| 2023 | Maníaca Insomnio                  | ES71 ×2Doppelplatin · (12 Wo.)ES | — | — | Erstveröffentlichung: 15. Juni 2023                                  |
| 2023 | XQ Sigues Pasando :( Insomnio     | ES68 (1 Wo.)ES | — | — | Erstveröffentlichung: 7. September 2023 feat. Sebastián Yatra        |
| 2023 | Tequiero –                        | ES87 Platin · (1 Wo.)ES | — | — | Erstveröffentlichung: 20. Oktober 2023 mit Vicco                     |
| 2024 | Falsos recuerdos Insomnio         | ES22 Platin · (9 Wo.)ES | — | — | Erstveröffentlichung: 25. Januar 2024 feat. Omar Montes              |
| 2024 | Tienes que saber –                | ES49 Gold · (2 Wo.)ES | — | — | Erstveröffentlichung: 18. Juli 2024 mit Naiara                       |
| Folgende Lieder erschienen nicht als Single, wurden aber durch das Album zum Download und Streaming bereitgestellt und konnten somit eine Platzierung erlangen: |                                   | | | |                                                                      |
| |                                   | | | |                                                                      |
| 2024 | Bailarina Insomnio                | ES70 Platin · (4 Wo.)ES | — | — | feat. Danny Ocean                                                    |

Weitere Singles
- 2009: Vuelve conmigo
- 2015: Todo terminó
- 2015: Old School
- 2015: If I Can’t Have You
- 2016: Are You Ready
- 2016: When You Love Somebody
- 2016: Mueve (feat. Lali)
- 2016: Mi vecina
- 2017: Taste the feeling[19]
- 2018: Mentirosa Compulsiva (mit Lérica)
- 2018: A cámara lenta (US: Gold)
- 2018: Bom bom (mit Yenddi, De La Ghetto, Jon Z)
- 2018: Mejor que él
- 2019: Me Vuelvo Loco (feat. CNCO, US: Gold)
- 2019: ¿Qué Ha Pasao’? (mit Sofía Reyes, ES: Platin)
- 2020: No Encuentro Palabras (feat. Manuel Turizo, ES: Gold)
- 2022: Son de amores (mit Andy & Lucas & Lérica, ES: Gold)
- 2022: Espinita Clavá (mit Lérica, ES: Gold)

### Gastbeiträge
| Jahr | Titel Album     | Höchstplatzierung, Gesamtwochen, AuszeichnungChartplatzierungen (Jahr, Titel, Album, Platzierungen, Wochen, Auszeichnungen, Anmerkungen) | Höchstplatzierung, Gesamtwochen, AuszeichnungChartplatzierungen (Jahr, Titel, Album, Platzierungen, Wochen, Auszeichnungen, Anmerkungen) | Höchstplatzierung, Gesamtwochen, AuszeichnungChartplatzierungen (Jahr, Titel, Album, Platzierungen, Wochen, Auszeichnungen, Anmerkungen) | Anmerkungen                                                     |
| Jahr | Titel Album     | ES | CH | Latin | Anmerkungen                                                     |
| ---- | --------------- | --- | --- | --- | --------------------------------------------------------------- |
| 2023 | Clavaito ¡Agua! | ES6 ×6Sechsfachplatin · (61 Wo.)ES | — | — | Erstveröffentlichung: 27. April 2023 Chanel feat. Abraham Mateo |

Weitere Gastbeiträge
- 2015: Sin usar palabras (Lodovica Comello feat. Abraham Mateo)
- 2015: Para siempre (CD9 feat. Abraham Mateo)
- 2016: Quisiera (CNCO feat. Abraham Mateo)
- 2017: Barco de papel (Río Roma feat. Abraham Mateo)
- 2017: Jungle (Pitbull & Stereotypes feat. E-40 & Abraham Mateo)
- 2018: Quiéreme (feat. Farruko & Jacob Forever feat. Abraham Mateo)

## Auszeichnungen für Musikverkäufe
| 3× Goldene Schallplatte - Mexiko - 2022: für das Lied 30 de Febrero - 2025: für die Single Háblame bajito | 3× Platin-Schallplatte - Mexiko - 2025: für die Single Loco enamorado |

Anmerkung: Auszeichnungen in Ländern aus den Charttabellen bzw. Chartboxen sind in ebendiesen zu finden.
| Land/RegionAuszeichnungen für Musikverkäufe (Land/Region, Auszeichnungen, Verkäufe, Quellen) | Gold       | Platin       | Verkäufe  | Quellen             |
| -------------------------------------------------------------------------------------------- | ---------- | ------------ | --------- | ------------------- |
| Mexiko (AMPROFON)                                                                            | 2× Gold2   | 5× Platin5   | 400.000   | amprofon.com.mx     |
| Spanien (Promusicae)                                                                         | 7× Gold7   | 21× Platin21 | 1.390.000 | elportaldemusica.es |
| Vereinigte Staaten (RIAA)                                                                    | 2× Gold2   | 6× Platin6   | 420.000   | riaa.com            |
| Insgesamt                                                                                    | 11× Gold11 | 32× Platin32 |           |                     |

## Filmografie
- 2009: Dias sin luz (Fernsehfilm)
- 2010: Raphael: una historia de superacion personal (Fernsehfilm)